# Kóixkino (Lípetsk)
|  | Per a altres significats, vegeu «Kóixkino». |

Kóixkino (en rus: Кошкино) és un poble de l'óblast de Lípetsk, a Rússia, que en el cens del 2010 tenia 139 habitants. Pertany al districte rural d'Izmàlkovo.